# Jeroni Alemany i Flor
Pere Jeroni Alemany i Flor (Palma, 1715-1777) va ser un jurista i escriptor mallorquí.
Era fill del cronista Jeroni Alemany i Moragues i de Caterina Flor i Amer, es va casar amb Anna Vidal i Pisà. Es va graduar a la Universitat Literària el 18 de setembre de 1736 i va fer de passant amb doctor Pere Mas i Ramis. Després de ser examinat per la Reial Audiència va prestar jurament com a advocat el 6 de maig de 1738 i el 1741 va ser jutge d'apel·lacions del Consolat de Mar, i cònsol el 1747. Va exercir també com a historiador, va ser membre de la Reial Acadèmia de la Història i acadèmic corresponent de la Reial Acadèmia de Bones Lletres de Barcelona. Va escriure algunes obres manuscrites, però de poca importància, com era Serie cronológica de los magníficos jurados de la ciudad y reino de Mallorca, Disertación histórica de los primeros pobladores de las Islas Baleares i Discursos sobre varios puntos de Mallorca.